# (23544) 1993 XW
(23544) 1993 XW est un astéroïde de la ceinture principale de 19,006 km de diamètre découvert en 1993.

## Description
(23544) 1993 XW a été découvert le 11 décembre 1993 à l'observatoire astronomique d'Ōizumi, situé à Ōizumi, dans la préfecture de Gunma, au Japon, par Takao Kobayashi.

### Caractéristiques orbitales
L'orbite de cet astéroïde est caractérisée par un demi-grand axe de 3,16 UA, un périhélie de 2,87 UA, une excentricité de 0,09 et une inclinaison de 23,04° par rapport à l'écliptique. Du fait de ces caractéristiques, à savoir un demi-grand axe compris entre 2 et 3,2 UA et un périhélie supérieur à 1,666 UA, il est classé, selon la JPL Small-Body Database, comme objet de la ceinture principale.

### Caractéristiques physiques
(23544) 1993 XW a une magnitude absolue (H) de 12,7 et un albédo estimé à 0,042, ce qui permet de calculer un diamètre de 19,006 km.Ces résultats ont été obtenus grâce aux observations du Wide-Field Infrared Survey Explorer (WISE), un télescope spatial américain mis en orbite en 2009 et observant l'ensemble du ciel dans l'infrarouge, et publiés en 2015 dans un article présentant les résultats concernant 7 956 astéroïdes.